# Sciagura di Mattmark
La catastrofe di Mattmark fu una valanga che alle 17.15 di lunedì 30 agosto 1965 investì il cantiere per la costruzione della diga di Mattmark, in Svizzera. I morti accertati furono 88: 56 italiani, 23 svizzeri, 4 spagnoli, 2 tedeschi, 2 austriaci e un apolide.

## Storia

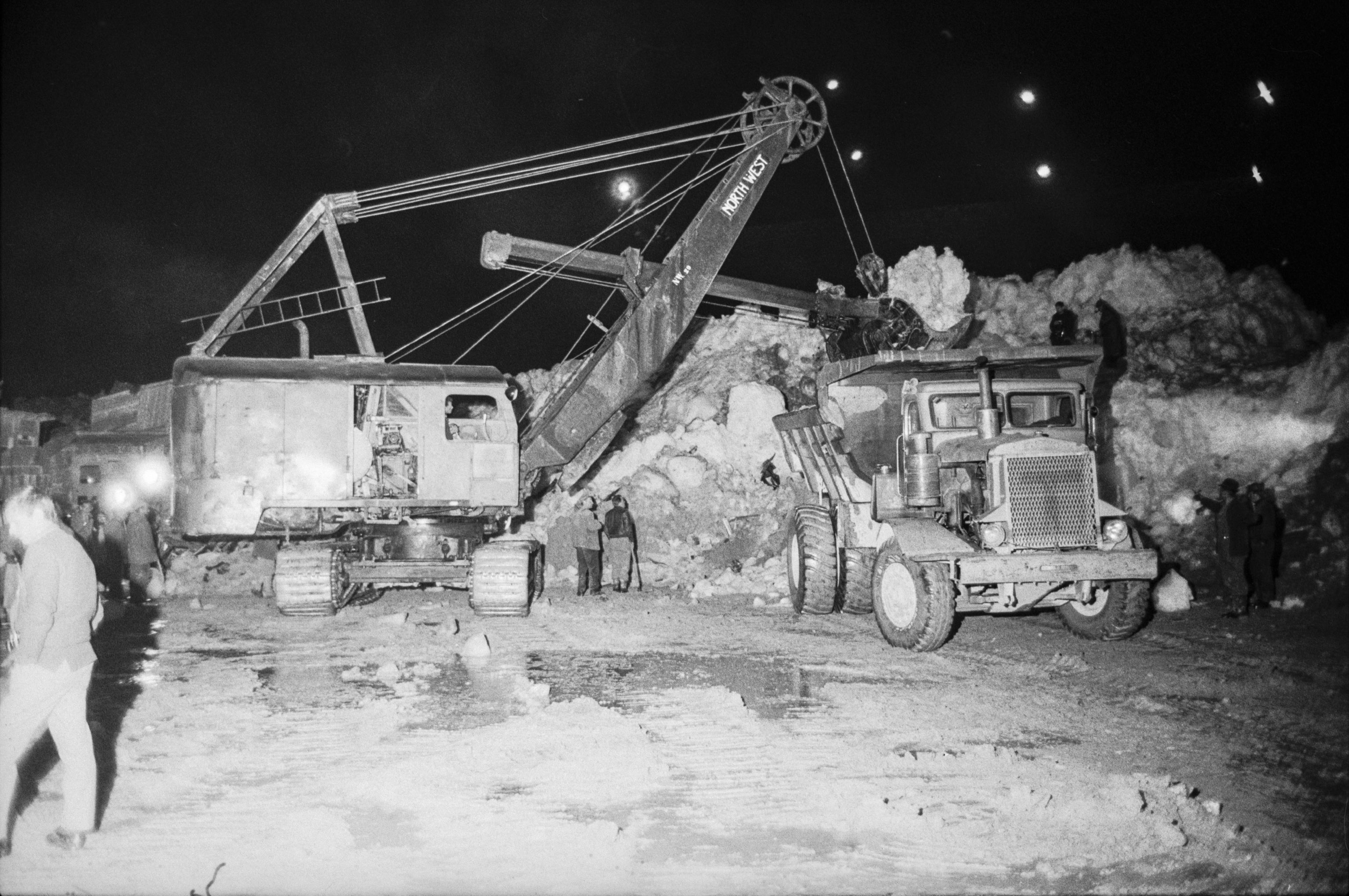
Lavoro notturno dopo la caduta del ghiacciaio di Allalin

Negli anni sessanta, la Svizzera visse una crescita economica senza precedenti e in quel periodo, dal sud Italia la sola Svizzera si ritrovò ad accogliere quasi il 50% dell'intero flusso migratorio italiano con oltre due milioni e mezzo di persone, dall'immediato secondo dopoguerra e fino agli anni ottanta. Molte furono impegnate nella costruzione di grandi opere, come la diga di Mattmark. Lo sfruttamento dell'energia idroelettrica, che ancora oggi rappresenta la fonte principale di approvvigionamento della Svizzera, fu fino agli anni sessanta quasi l'unica risorsa energetica – prima di essere affiancata dal nucleare – grazie alla quale crebbe l'industria e venne accelerata la modernizzazione del paese.

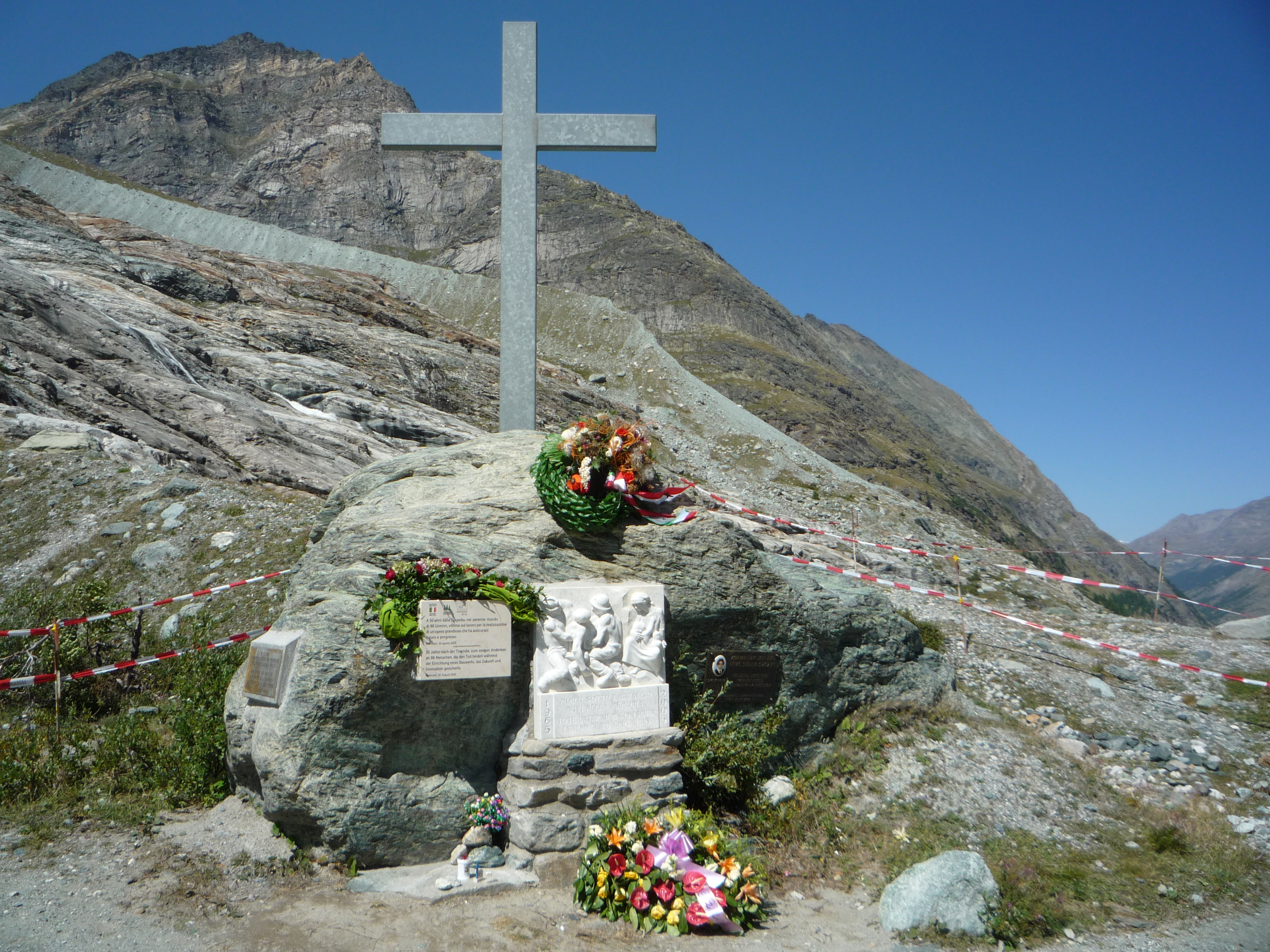
Memoriale delle 88 vittime

A Saas-Fee, una località turistica della Svizzera, una parte del ghiacciaio dell'Allalin si staccò provocando una valanga che travolse le baracche di alloggio degli operai che stavano costruendo la diga del lago Mattmark a 2120 metri di altezza.
Lunedì 30 agosto 1965 una valanga di più di 2 milioni di metri cubi di ghiaccio seppellì 88 dei lavoratori impegnati nella costruzione della diga in terra più grande d'Europa. Di questi, 56 erano italiani. Come a Marcinelle, la tragedia determinò un momento di cesura nella storia dell'emigrazione italiana. Fu la provincia di Belluno, con 17 vittime, a essere la più colpita, insieme al comune di San Giovanni in Fiore, in provincia di Cosenza, che perse 7 uomini.
Il 1º settembre 1965 il giornale Le Nouvelliste, di Sion, pubblica i nomi delle 88 vittime.
Le baracche erano state costruite "sulla traiettoria di caduta del ghiacciaio sospeso". L'istruttoria per accertare se e quali responsabilità fossero individuabili per la sciagura durò 7 anni. Al processo, nel 1972, i 17 imputati furono tutti prosciolti e la sentenza di assoluzione venne confermata in appello dal tribunale cantonale del Vallese nel corso dello stesso anno. Alle famiglie delle vittime, che avevano proposto l'appello, fu addebitata la metà delle spese processuali. 
Unico contrappeso a questa soluzione della questione delle responsabilità civili e penali fu la Fondation Mattmark.